# Pedro Campos (calciatore 2000)
Pedro Pablo Campos Olavarría (Santiago del Cile, 2 giugno 2000) è un calciatore cileno, attaccante del S.G. Tormenta.

## Carriera

### Club
Cresciuto nel settore giovanile del Colo-Colo e dell'Universidad Católica, ha esordito fra i professionisti il 10 gennaio 2019 disputando l'incontro di Copa MX vinto 0-2 contro l'Atlético San Luis.

### Nazionale
Nel 2017 con la nazionale cilena Under-17 ha preso parte al campionato sudamericano di categoria e al Mondiale di categoria.

## Statistiche

### Presenze e reti nei club
Statistiche aggiornate al 21 agosto 2021.
| Stagione        | Squadra            | Campionato      | Campionato | Campionato | Coppe nazionali | Coppe nazionali | Coppe nazionali | Coppe continentali | Coppe continentali | Coppe continentali | Altre coppe | Altre coppe | Altre coppe | Totale | Totale |
| Stagione        | Squadra            | Comp            | Pres       | Reti       | Comp            | Pres            | Reti            | Comp               | Pres               | Reti               | Comp        | Pres        | Reti        | Pres   | Reti   |
| --------------- | ------------------ | --------------- | ---------- | ---------- | --------------- | --------------- | --------------- | ------------------ | ------------------ | ------------------ | ----------- | ----------- | ----------- | ------ | ------ |
| 2018-2019       | Necaxa             | LMX             | 3          | 0          | CM              | 3               | 0               |                    | -                  | -                  | SM          | 0           | 0           | 6      | 0      |
| 2019-gen. 2020  | Necaxa             | LMX             | 0          | 0          | CM              | 3               | 0               |                    | -                  | -                  | SM          | 0           | 0           | 3      | 0      |
| Totale Necaxa   | Totale Necaxa      | Totale Necaxa   | 3          | 0          |                 | 6               | 0               |                    | -                  | -                  |             | 0           | 0           | 9      | 0      |
| gen.-giu. 2020  | Olympiakos Nicosia | AK              | 0          | 0          | CC              | 0               | 0               |                    | -                  | -                  |             | -           | -           | 0      | 0      |
| 2020-2021       | Bnei Yehuda        | LhA             | 24         | 0          | CI+TC           | 0+4             | 0               |                    | -                  | -                  |             | -           | -           | 28     | 0      |
| Totale carriera | Totale carriera    | Totale carriera | 27         | 0          |                 | 10              | 0               |                    | -                  | -                  |             | 0           | 0           | 37     | 0      |

## Palmarès

### Club

#### Competizioni nazionali
- Supercopa MX: 1

Necaxa: 2018